# Steve Ott
Steven Bradley Ott (* 19. August 1982 in Summerside, Prince Edward Island) ist ein ehemaliger kanadischer Eishockeyspieler und derzeitiger -trainer. Der Center absolvierte über 900 Spiele in der National Hockey League, den Großteil davon für die Dallas Stars und die St. Louis Blues. Bei den Blues ist er seit Mai 2017 als Assistenztrainer tätig.

## Karriere

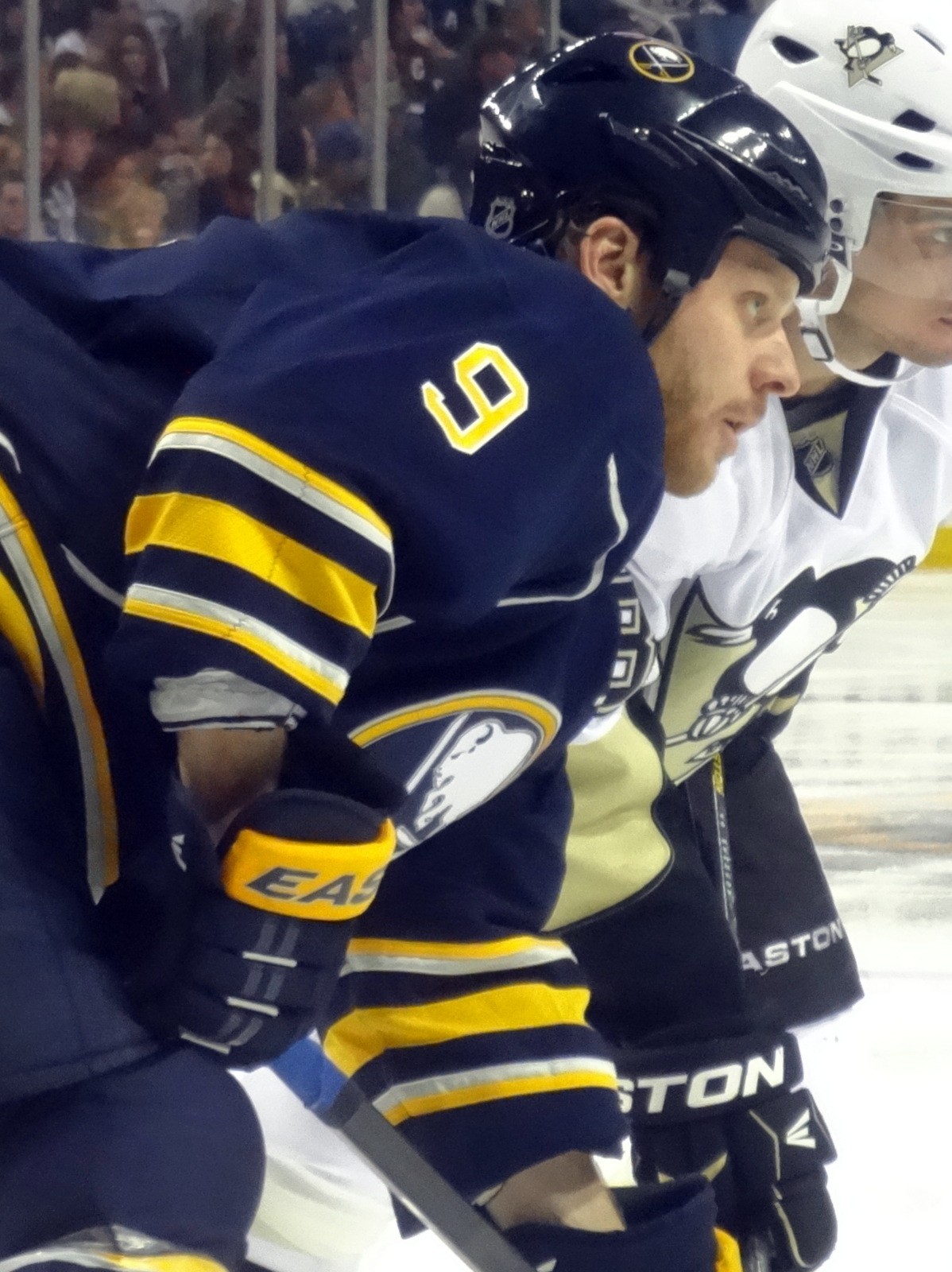
Ott im Trikot der Buffalo Sabres

Steve Ott wurde im NHL Entry Draft 2000 an 25. Stelle von den Dallas Stars gedraftet, nachdem er in der Spielzeit zuvor seine Karriere in der Juniorenliga Ontario Hockey League bei den Windsor Spitfires begonnen hatte. Infolge des Drafts blieb der Stürmer noch zwei weitere Spielzeiten in Windsor und erhielt zur Saison 2002/03 seinen ersten Profivertrag von den Stars. Er vertrat außerdem das kanadische Juniorenteam bei den Junioren-Weltmeisterschaften 2001 und 2002. Er errang dabei eine Silber- und eine Bronzemedaille.
Nachdem er für kurze Zeit in der American Hockey League bei den Utah Grizzlies gespielt hatte, schaffte er während des Jahres den Sprung ins NHL-Team der Stars. Während der Lockout-Saison 2004/05 spielte er erneut in der AHL für die Hamilton Bulldogs und stellte mit 279 Strafminuten einen neuen Team-Saisonrekord auf. In der Saison 2006/07 war Ott einer der vielen Verletzten in der Mannschaft der Dallas Stars und konnte deshalb nur 19 Spiele bestreiten.
Am 28. Februar 2014 wurde Steve Ott gemeinsam mit Ryan Miller zu den St. Louis Blues transferiert. Die Buffalo Sabres erhielten im Gegenzug den Torhüter Jaroslav Halák und den Stürmer Chris Stewart, sowie den Prospect William Carrier und zwei Draftpicks. In St. Louis blieb Ott knapp zwei Jahre, ehe sein auslaufender Vertrag nach der Saison 2015/16 nicht verlängert wurde, sodass er sich im Juli 2016 als Free Agent den Detroit Red Wings für ein Jahr anschloss. Kurz vor der Trade Deadline Ende Februar 2017 trennten sich die Red Wings aber bereits wieder von Ott, da sie ihn für ein Sechstrunden-Wahlrecht im NHL Entry Draft 2018 an die Canadiens de Montréal abgaben. Dort beendete er die Spielzeit 2017/18 und anschließend auch seine aktive Karriere, als er im Mai 2017 als neuer Assistenztrainer der St. Louis Blues vorgestellt wurde.
Steve Ott war vom Spielertyp her als Agitator einzustufen. Seine Spielweise beinhaltete eine sehr aggressive Art, den Gegner durch teils unfaire Aktionen zu provozieren. Auch galt er als ein guter Faustkämpfer. Jedoch bestach Ott auch durch gute Skating-Eigenschaften und war ebenfalls ein torgefährlicher Power Forward. Seine für diesen Spielertyp ungewöhnlich hohe Draft-Position unterstreicht dies.

## Erfolge und Auszeichnungen
- 2000 Teilnahme am CHL Top Prospects Game
- 2001 OHL Third All-Star Team
- 2001 CHL Second All-Star Team
- 2002 OHL Second All-Star Team

### International
- 2001 Bronzemedaille bei der U20-Junioren-Weltmeisterschaft
- 2002 Silbermedaille bei der U20-Junioren-Weltmeisterschaft

## Karrierestatistik

### International
Vertrat Kanada bei:
- U20-Junioren-Weltmeisterschaft 2001
- U20-Junioren-Weltmeisterschaft 2002
- Weltmeisterschaft 2010

(Legende zur Spielerstatistik: Sp oder GP = absolvierte Spiele; T oder G = erzielte Tore; V oder A = erzielte Assists; Pkt oder Pts = erzielte Scorerpunkte; SM oder PIM = erhaltene Strafminuten; +/− = Plus/Minus-Bilanz; PP = erzielte Überzahltore; SH = erzielte Unterzahltore; GW = erzielte Siegtore; 1 Play-downs/Relegation; Kursiv: Statistik nicht vollständig)